# Final Fight One
Final Fight One é um jogo para Game Boy Advance lançado em 2001. O jogo teve sucesso relativo e razoável para o gênero de ação e luta nas ruas e já fisgou de cara os fãs da versão anterior do jogo, lançado para Super Nintendo e para os fliperamas.
Sua história começa com o rapto de Jessica, a filha do prefeito de "Metro City", Haggar, por uma gangue local. A partir daí, começa a busca incansável para que esse resgate seja feito a preço de muito esforço. Os três que se dispuseram a resgatá-la foram o próprio Haggar (seu pai), Cody (o namorado) e Guy (amigo dos três).
Partindo de um ponto de vista sociológico, é interessante como os personagens e cenários retratam a realidade dos subúrbios norte americanos, sem querer fantasiar. É sem sombra de dúvida espetacular.
O jogo tem bons gráficos, comandos simples e pode ser jogado em dupla, além disso é possível salvar o jogo direto no cartucho, características essas que merecem destaque e todo o crédito que o jogo recebe.